# Euclidia fortificata
Euclidia fortificata là một loài bướm đêm trong họ Erebidae.